# Cat S50
Cat S50은 2014년 11월 캐터필러에 의해 선보인 휴대전화의 하나이다. 안드로이드 4.4 킷캣을 구동한다. Cat S60이 그 뒤를 이었다.